# Planodes mexicanum
Planodes mexicanum ist eine von lediglich zwei nordamerikanischen Pflanzenarten der Gattung Planodes in der Familie der Kreuzblütengewächse (Brassicaceae). Sie ist nur aus mexikanischen Bundesstaat Guanajuato bekannt.

## Beschreibung
Planodes mexicanum wächst als einjährige, krautige, vollständig unbehaarte Pflanze. Die Laubblätter sind in grundständigen Rosetten und am Stängel wechselständig verteilt angeordnet. Die Blattspreite ist fiederlappig oder mit eiförmigen bis lanzettlichen Blattlappen tief gespalten.
Die Blüten stehen in verlängerten, schirmtraubigen Blütenständen zusammen. Die zwittrigen Blüten sind vierzählig. Die vier Kronblätter sind weiß.
Die unelastischen, bis zu 1 Millimeter breiten Schotenfrüchte besitzen flache Klappen und gerundete Scheidewände. Die etwa 0,5 Millimeter breiten Samen sind geflügelt.

## Verbreitung
Planodes mexicanum ist nur durch seinen Holotyp bekannt. Dieser wurde im mexikanischen Bundesstaat Guanajuato gesammelt.

## Systematik
Planodes mexicanum wurde unter dem Basionym Arabis mexicana 1882 von Sereno Watson in Proceedings of the American Academy of Arts and Sciences, Volume 17, S. 319 erstbeschrieben und 1941 von Reed Clark Rollins als Sibara mexicana benannt. Im Jahr 2010 stellte Ihsan Ali Al-Shehbaz Arabis mexicana (Syn. Sibara mexicana (S.Watson) Rollins) als Planodes mexicanum in die Gattung Planodes. Sie wird in der Tribus Cardamineae innerhalb der Familie der Kreuzblütengewächse (Brassicaceae) geführt.